# Erik Ulsig
Erik Ulsig (13. februar 1928 - 29. marts 2013) var en dansk historiker og professor, der særligt har beskæftiget sig med de danske adelsgodser i middelalderen.
Ulsig blev efter nogle år som gymnasielærer ansat ved Historisk Institut ved Aarhus Universitet i 1966, hvor han 1974 blev professor i middelalderens historie. I 1968 blev han dr.phil. på disputatsen Danske Adelsgodser i Middelalderen. I 1970'erne var han leder af den nørrejyske gruppe under Det nordiske Ødegårdsprojekt. Århusundersøgelsen, der var en del af dette projekt, blev først publiceret af Ulsig i 2004.

## Udvalgt bibliografi
- Danske Adelsgodser i Middelalderen, København 1968 (disputats)
- Den nørrejyske analyse, Det nordiske Ødegårdsprojekt, arbejdspapir 1977-78 nr. 15 (duplikeret)
- "Studier i Kong Valdemars Jordebog – Plovtalsliste og Møntskat" i Historisk Tidsskrift 81 (1981-82), s. 1-26
- "Valdemar Sejrs kongemagt" i Ole Fenger og Chr. R. Jansen (red.): Jyske Lov 750 år, Viborg 1991 ISBN 87-89039-10-6, s. 65-78
- "Højmiddelalder (1050-1350)" i Per Ingesman og Lars Bisgaard (red.): Middelalderens Danmark, Gad:København 1999 ISBN 87-12-03370-7, s. 28-39
- "Ods herreds ejendomme på reformationstiden" i Historisk Tidsskrift 103 (2003), s. 82-117
- Århusundersøgelsen – under Det nordiske Ødegårdsprojekt, Aarhus Universitetsforlag:Århus 2004 87-7934-101-2
- Danmark 900-1300 - Kongemagt og samfund. Aarhus Universitetsforlag. Århus 2011.